# نادي ألعاب دمنهور
نادي ألعاب دمنهور هو نادي رياضي مصري تأسس عام 1930 في عهد وجيه أباظة محافظ البحيرة وهو نادي شعبي كبير في محافظة البحيرة، صعد نادي ألعاب دمنهور عدة مرات إلى الدوري الممتاز آخرها عام 2013 بقيادة الكابتن الدكتور أحمد عاشور وتحت قياد رئيس مجلس الإدارة إيهاب يوسف.